# Francis X. Bushman junior

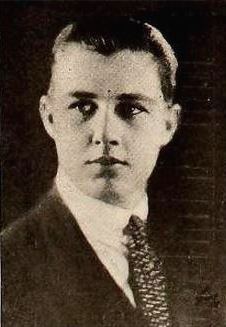
Ralph Bushman (1920)

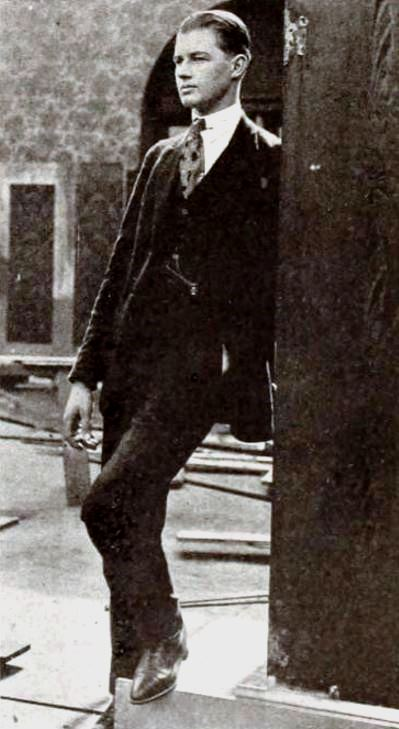
Ralph Bushman (1920)

Francis X. Bushman junior (* 1. Mai 1903 in Baltimore, Maryland als Ralph Everly Bushman; † 16. April 1978 in Los Angeles, Kalifornien) war ein US-amerikanischer Schauspieler.

## Leben und Karriere
Ralph Bushman wurde 1903 als Sohn des späteren Stummfilmstars Francis X. Bushman und dessen erster Ehefrau Josephine Fladine Duval geboren. Er folgte seinem Vater in das Schauspielgeschäft und wurde nie ganz so bekannt wie dieser, trat aber dennoch in einem Zeitraum von über 20 Jahren in rund 60 Kinofilmen auf. In seinem ersten Filmen wurde er im Vorspann noch meist als Ralph Bushman angekündigt, ab 1925 allerdings ausschließlich als Francis X. Bushman junior. Eine seiner ersten nennenswerten Rollen hatte er als eines der mörderischen Familienmitglieder in der Buster-Keaton-Komödie Verflixte Gastfreundschaft (1923). Anschließend übernahm er unter anderem größere Rollen in dem Collegefilm Brown of Harvard (1923) an der Seite von William Haines und Jack Pickford sowie im Filmdrama Four Sons (1928) von John Ford. Meist war Bushman in Rollen als eleganter junger Herr zu sehen.
Mit Anbruch des Tonfilmes Ende der 1920er-Jahre wurden seine Rollen langsam kleiner und nach 1934 erhielt er nur noch selten eine namentliche Nennung im Vorspann. Nach einer Rolle als deutscher Soldat im Kriegsfilm Assignment in Brittany zog er sich 1943 mangels Angeboten von der Schauspielerei zurück. Anfang der 1950er-Jahre arbeitete er als Reparateur bei dem Film Operation Pacific, wo er John Wayne begegnete – dieser erinnerte sich noch gut an Bushman, da Wayne seinen ersten Job im Filmgeschäft als Double von Bushman hatte.
Bushman, der vom 10. Juli 1924 bis zu seinem Tod mit Beatrice Dante verheiratet war, starb 1978 im Alter von 74 Jahren.

## Filmografie (Auswahl)
- 1920: Jiggs and the Social Lion (Kurzfilm)
- 1923: Verflixte Gastfreundschaft (Our Hospitality)
- 1925: Die kleine Annemarie (Little Annie Rooney)
- 1926: Brown of Harvard
- 1927: The Understanding Heart
- 1928: Four Sons
- 1930: The Girl Said No
- 1930: Way Out West
- 1932: The Last Frontier
- 1933: Die drei Musketiere (The Three Musketeers)
- 1934: Schrei der Gehetzten (Viva Villa!)
- 1934: In goldenen Ketten (Chained)
- 1934: Millionäre bevorzugt (The Girl from Missouri)
- 1935: Der elektrische Stuhl (The Murder Man)
- 1935: I Found Stella Parrish
- 1937: Die große Stadt (Big City)
- 1937: A Night at the Movies (Kurzfilm)
- 1938: Of Human Hearts
- 1938: Three Comrades
- 1938: Zu heiß zum Anfassen (Too Hot to Handle)
- 1938: Brennendes Feuer der Leidenschaft (The Shining Hour)
- 1939: Rivalen (Let Freedom Ring)
- 1940: Der Draufgänger (Boom Town)
- 1941: Ein toller Bursche (Honky Tonk)
- 1943: Assignment in Brittany